# Меру
Ме́ру (санскр. मेरु), или Сумеру («благая Меру») — священная гора в космологии индуизма, буддизма и джайнов, где она рассматривается как центр  материальной вселенной. Считается обителью Брахмы и других дэвов. В Пуранах описывается, что её высота составляет 80 000 йоджан (1 106 000 км, что близко по размеру к диаметру Солнца — 1 392 000 км, — и что примерно в три раза превосходит среднее расстояние от Земли до Луны) и что она располагается на Джамбудвипе — одном из континентов на Земле. Индуистские храмы, в том числе и Ангкор-Ват в Камбодже, построены как символическая репрезентация горы Меру, Кайласа или Мандары.
В традиции джайнов гора Меру — центр срединного мира из трёх основных миров вселенной — позднее именуется как Мандара, она высотой 1040 йоджан, из которых тысяча йоджан скрыта под поверхностью земли.

## Меру в индуистской космологии

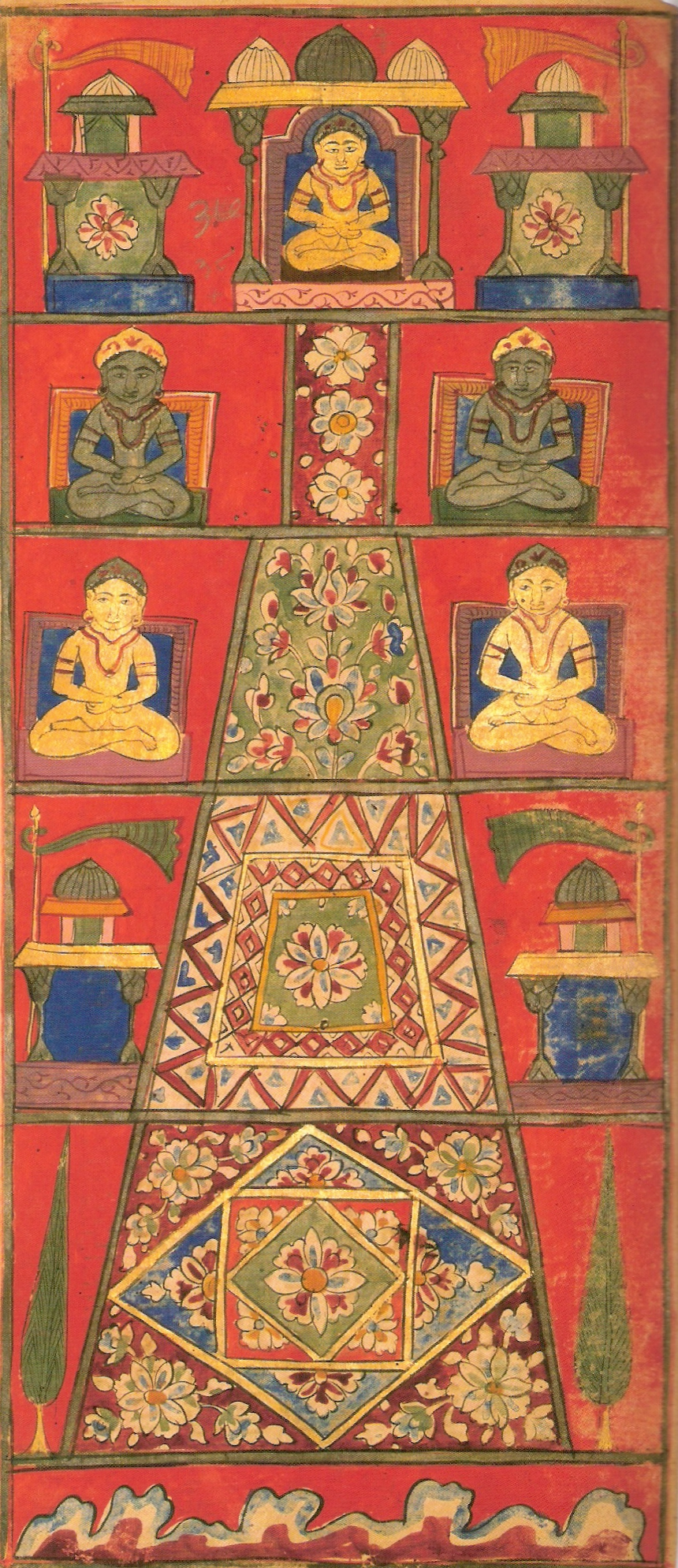
Изображение горы Меру согласно космологии джайнизма из «Санкхья-Нараяна».

В традиции индуизма мироздание часто изображается в форме лотоса, из центра которого возвышается Меру — гора, на вершине которой располагается рай главного из всех дэвов Индры. В космологии индуизма священная гора Меру находится в центре вселенной. Некоторые помещают её в самый центр северного полюса Земли. Согласно Пуранам, на вершине горы Меру пребывают ведийские дэвы.
В некоторых индуистских источниках Меру упоминается как одна из 16 гималайских вершин, уцелевших во время потопа и возвышающихся над водой. Среди современных названий гималайских вершин есть также вершина Меру, но в представлении индусов наиболее священной считается гора Кайлаш, которая почитается вечной обителью Шивы. Практически во всех первоисточниках гора Меру помещается на далёком севере.
В античной традиции было широко распространено представление, что земля повышается к северу. Древние индийцы, иранцы и скифы полагали, что все великие реки текли со священных северных гор. Представление о высоких северных горах, протянувшихся с запада на восток по берегу северного океана, также отражены на карте к «Географии» Птолемея, которая была издана в Риме в 1490 году. Это мнение было распространено вплоть до XVI века.
В своём труде «Исследования по Индии» известный средневековый персидский энциклопедист Аль-Бируни указывает на гору Меру как на «центр двип и морей и также центр одной из них, Джамбудвипы».
Брахмагупта говорит:
Многообразны высказывания людей относительно описания Земли и горы Меру, в особенности тех, кто изучает Пураны и книги по религиозному закону. Одни из них описывают эту гору как возвышающуюся над поверхностью Земли на необычайную высоту; она находится-де под полюсом и звезды вращаются у её подножия, так что восход и заход зависят от неё, и она-де называется Меру из-за того, что это в её власти, и из-за того, что только её вершина благодаря своей мощи может скрывать и открывать Земле Солнце и Луну, что будто день её обитателей дэвов длится шесть земных месяцев и их ночь также длится шесть месяцев.

### Описание Меру в «Махабхарате»
В «Махабхарате» Меру — это горная страна с вершинами до самого неба, где главная вершина — это гора Мандара. В «Махабхарате» описываются земли, лежащие за Гималаями: хребты Тибета и Памира, пустыни Средней Азии, непроходимые леса, полярные области и такие арктические феномены, как неподвижная Полярная звезда, звёзды, которые не восходят и не заходят, но вращаются в горизонтальной плоскости, завершая каждый свой круг за 24 часа, высокостоящее созвездие Большой Медведицы, солнце, которое встаёт лишь раз в году, день и ночь, продолжающиеся по шесть месяцев, полярное сияние, область долгого мрака и т. д. Говорится, что на краю этой области высится гора Меру, северный склон которой является побережьем Молочного моря. В «Махабхарате» говорится:
На северной стороне, сияя, стоит могучий Меру, причастный великой доле; на нём обитель Брахмы, здесь душа всех существ пребывает, Праджапати, всё подвижное и неподвижное сотворивший… Великий Меру, непорочная, благая обитель. Здесь заходят и вновь (над горой) восходят Семь божественных риши во главе с Васиштхой (созвездие Большой Медведицы).
Вокруг Меру вращаются все светила. Над ней неподвижно висит полярная звезда, а вокруг делают круг созвездия Большой Медведицы, Кассиопеи и Волопаса, здесь полгода — день, полгода — ночь, одна ночь и один день вместе равны году. На севере Молочного моря есть большой остров, известный под именем Швета-двипа («Светозарный Белый остров»)
Эта страна описывается как «страна вечного счастья», «племя не знает ни болезней, ни слабости возраста», «повсюду стада антилоп и стаи птиц», «уйдя туда, вновь в этот мир не приходят». Это — «Земля избранных», «Земля святых», «Земля блаженных». Подобные детали имеют большое сходство с более поздним описанием Шамбалы. Она расположена в отдалённом северном краю, высоко на вершинах Меру и на его склонах у берегов Молочного северного океана. Это — обитель богов и страна «блаженного народа». Из земного мира сюда могут попасть лишь избранные праведники, и то лишь после окончания своей жизни. Там — рай Индры: «Уйдя туда, вновь в этот мир не приходят». Живыми в ту страну могут вознестись лишь некоторые прославленные герои или мудрейшие риши. Попадают туда чудесным образом, по божественному соизволению, лишь на крыльях священной птицы Гаруды. Это — страна вечного счастья, которая высоко возвышается над злом. Здесь не холодно и не жарко. Покрытая рощами и лесами земля производит обильные плоды, повсюду стада антилоп и стаи птиц, всё благоухает ароматами цветов. Здесь не живёт человек жестокий, бесчувственный и беззаконный. Здесь не может быть войн и сражений. Люди этой страны все равны между собой, не знают забот и горя; наслаждаются всеми благами жизни.

### Описание Меру в Пуранах
Согласно пуранической космологии, вокруг Меру вращаются все светила, а на её вершине пребывают всесильные дэвы, такие как Индра и Брахма. Причём Индралока — обитель главного ведийского дэвы — Индры располагается на самой вершине Меру. Там находится великолепный дворец Индры, в саду которого произрастает растение сома, из которого изготавливается священный напиток бессмертия. В «Матсья-пуране» сказано:
Она из золота и светит подобно огню без примеси затемняющего дыма. Четыре её стороны имеют четыре разных цвета. Цвет восточной стороны её белый, подобно цвету брахманов; цвет северной стороны — красный, подобно цвету кшатриев; цвет южной стороны — жёлтый, подобно цвету вайшьев; цвет западной стороны — чёрный, подобно цвету шудр. Высота её 86 000 йоджан, из которых в земле находится 16 000. Каждое ребро четырех её сторон составляет 34 000 йоджан. На этой горе есть реки с пресной водой и прекрасные золотые жилища, в которых обитают различного рода духовные существа: дэвы вместе с их певцами гандхарвами и их любовницами апсарами, а также асуры, дайтьи и ракшасы. Вокруг горы находится водоём Манаса, а вокруг этого водоёма с четырёх сторон обитают локапалы, а они — хранители мира и его обитателей. У горы Меру есть семь узлов, то есть больших гор, названия которых суть Махендра, Малайя, Сахья, Шуктибам, Рикшабам, Виндхья, Париятра. А маленьких гор так много, что их почти не счесть; это и есть те горы, на которых живут люди. Что же касается больших гор вокруг Меру, то к их числу относятся: Химавант, покрытая вечными снегами, и на которой обитают ракшасы, пишачи и якши; Хемакута — из золота, на которой обитают гандхарвы.
В «Вишну-пуране», одной из самых авторитетных Пуран индуизма, в которой содержится обширный материал по философии, космологии и богословию, о горе Меру сообщается следующее:
Внутренней оболочкой наделённого великим Атманом мирового яйца была гора Меру, а внешней оболочкой — горы; околоплодные воды образованы океанами. И в этом яйце, о брахман, были горы, континенты, океаны, планеты, миры, дэвы, асуры и люди. С внешней стороны яйцо окутано водой, огнём, воздухом, пространством, а также источником первоэлементов, первоэлементами, наделёнными десятью качествами и великим принципом творения.
Яйцо Брахмы заключает в себе всю вселенную и состоит из нескольких миров, или лок. Все локи объединяются в три основные группы: верхние локи, средние локи (куда относится и земля), и адские локи. Верхние локи состоят из высших или райских миров, где обитают различные дэвы. Центр всех миров — гора Меру, которая возвышается над верхними райскими локами. Под ними расположены семь концентрических островов-континентов. Центральными из них является круглая и плоская земля Джамбудвипа. Второй континент по названию Плакша (или Гомедака) омывает море патоки (сока сахарного тростника). Третий континент Шалмала опоясан винным морем Сура. Четвёртый континент, названный Куша окружает море очищенного масла Сарпис. Пятый континент, носящий имя Краунчха — море простокваши Дадхи. Шестой континент Шветадвипа омывает молочное море Кшира. Седьмой континент Пушкара окружён огромным круглым морем чистой воды Джала. Это море граничит с землёй высочайших гор Локалока, которая отделяет видимый мир от мира тьмы. За горами Локалока простирается зона вечной ночи, а далее — скорлупа мирового яйца.
Подобная схема строения мирового яйца является общей как для пуранических писаний, так и для эпоса и Упанишад. Однако количество и названия различных миров варьируется.
«Ваю-пурана» рассказывает, что после падения океана с неба на гору Меру вода разделилась на четыре потока и образовала четыре моря: Арунода на востоке, Силода (Шитода) на западе, Махабхадра на севере и Манаса на юге.

## Гора Меру в индуистских преданиях
Существует множество упоминаний горы Меру в индуистских преданиях. Самые известные из них приводятся ниже.

### История появления Ганги
В «Бхагавата-пуране» описывается одна из версий появления реки Ганги и объясняется, каким образом Ганга из самой верхней точки вселенной попадает на разные планеты. Однажды, когда Махараджа Бали совершал яджну, к нему пришёл Вишну в облике Ваманы и попросил у него три шага земли. Когда его просьба была удовлетворена, Вамана двумя шагами пересёк все три планетные системы (локи) и большим пальцем левой ноги пробил оболочку вселенной. Несколько капель воды из Причинного океана просочились через дыру в оболочке, упали на голову Шивы и оставались там тысячу юг. Эти капли воды и есть священная река Ганга. Описывается, что сначала она течёт по Дхрувалоке (Полярной звезде) и очищает её, затем она омывает планеты семи великих риши (Маричи, Васиштха, Атри и других), которые живут на планетах, расположенных под Дхрувалокой, а дальше миллиарды небесных космических кораблей несут её воды по путям дэвов — сначала на Луну (Чандралоку) и наконец на обитель Брахмы, которая находится на вершине горы Меру. Здесь она делится на четыре рукава — Сита, Алакананда, Чакшу и Бхадра, — которые стекают со склонов Меру и достигают планет среднего уровня, одной из которых является Земля. С гималайских вершин они устремляются вниз, протекают через Харидвар и текут по равнинам Индии, очищая всё на своём пути.

### ПахтаньеМолочного океанадэвами и асурами
В «Махабхарате» описывается история о том, как на главной вершине горы Меру, которая носит название Мандара, дэвы во главе с Брахмой решили создать напиток бессмертия. Дэвы использовали вершину Мандара как мутовку для пахтанья океана, в результате которого появилась амрита:
… и стали сбивать воду для получения амриты. В то время как дэвы и асуры пахтали океан посредством Мандары, там поднялся великий шум, подобный громыханию чудовищных облаков. Там различные водяные обитатели, раздавленные великой горой, сотнями находили свою гибель в солёной воде. Разнообразнейших тварей из мира Варуны. А также обитателей нижних областей мира, привела к уничтожению та гора, опора земли. Между тем как она вращалась, могучие деревья, населённые птицами, сталкиваясь друг с другом, падали с вершины горы. И огонь, возникший от трения их, полыхая ежеминутно пламенем, будто синее облако — молниями, окутал гору Мандару. Он сжёг слонов и львов, оказавшихся там. Также расстались с жизнью и всевозможные другие существа. Затем Индра, лучший из бессмертных, погасил всюду тот ожигающий огонь водою, рожденной из облаков. После того в воды океана потекли разнородные выделения из могучих деревьев, а также множество соков трав. Именно от питья тех соков, наделенных бессмертною силой, а также от истечения золота дэвы достигли бессмертия
.

### Меру, Ваю и Ланка
В преданиях ("Вишну-пурана" и "Падма-пурана") описывается, что гора Меру и бог ветра Ваю были хорошими друзьями. Однажды ведийский мудрец Нарада убедил Ваю показать свою силу, подув на гору Меру. Ваю дул изо всех сил в течение целого года, но на помощь Меру прилетел Гаруда, защитив её своими крыльями. Однако по прошествии одного года Гаруда решил на какое-то время передохнуть. В результате этого вершина горы обвалилась и упала в океан, превратившись в остров Шри-Ланку.

### Меру, Агастья и горы Виндхья
Другое широко известное предание связано с ежедневным обходом Солнца вокруг горы Меру и ведийским риши Агастьей:
Однажды горы Виндхья, которые разделяют Северную и Южную Индию, начали расти и выросли до такой высоты, что помешали Солнцу в его движении. При этом они очень сильно возгордились и потребовали от бога солнца Сурьи ежедневно обходить вокруг них, подобно тому, как он обходит гору Меру (которая, по мнению многих, располагается на Северном полюсе). Таким образом, возникла необходимость проучить Виндхья, и мудрец Агастья был избран для исполнения этой миссии.
Агастья начал путешествовать с севера на юг и на своём пути наткнулся на непроходимые горы Виндхья. Он начал просить горный хребет дать ему возможность перейти в Южную Индию. Из почтения к знаменитому риши Агастье горы Виндхья склонились пред ним и позволили мудрецу и его семье перейти на юг. Они также пообещали не увеличиваться в высоте до тех пор, пока Агастья не вернётся назад в Северную Индию. Агастья, однако, навсегда поселился на юге, и горы Виндхья, верные своему слову, никогда более не увеличились в размерах. Таким образом, Агастья хитростью добился того, чего невозможно было добиться силой.

## Меру в буддийской космологии

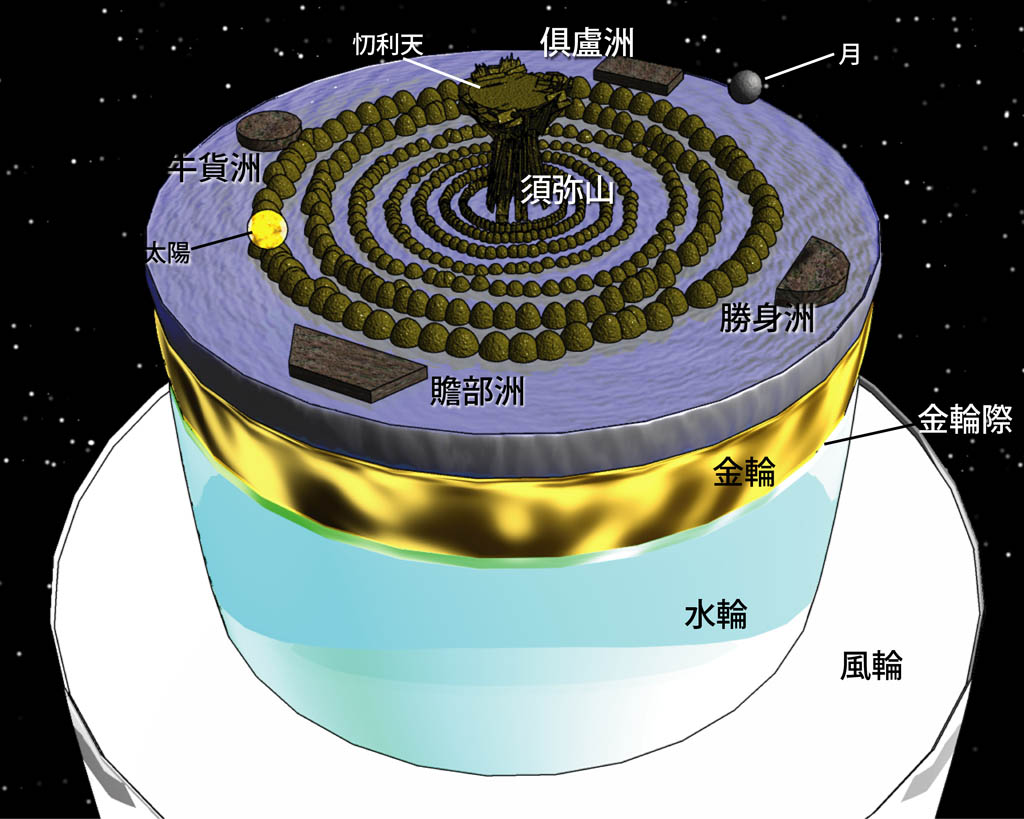
Гора Меру в буддийской космологии

В буддийской космологии земля представляется плоской[уточнить], в центре которой расположена гора Меру, или Сумеру. На буддийских мандалах её также изображают в центре, в окружении четырёх больших двип (островов), и за ними — восемь малых двип. Гора Сумеру, по космологии буддизма, состоит из четырёх драгоценностей, а именно, вся восточная сторона её состоит из серебра, южная из лазурита, западная из яхонта, северная из золота. Согласно этому ламы по четырём сторонам возвышения, делаемого на мандале и долженствующего изображать гору Сумеру, вставляют отдельные кусочки серебра, ляписа, лазурита, яхонта и золото.

## Меру в теософии
Елена Блаватская в своей «Тайной доктрине» перенесла Швета-двипу с северного Молочного моря в центральные районы Азии в пустыню Гоби и назвала Шамбалой. В «Ригведе» и иранской «Авесте» указывается местонахождение горы Меру на северном полюсе — это представление было общепринятым в древнеиндийской традиции. Версия Е. Блаватской о местонахождении «лучезарного острова» — Швета-двипы на месте бывшего внутреннего моря Азии на территории современной пустыни Гоби, не совпадает с гипотезой о его заполярном местонахождении. Параллели между Белым островом и Шамбалой очевидны и имеют, по мнению исследователей, общие корни в древней Индии.

## Аналоги Меру в религиозных верованиях различных народов

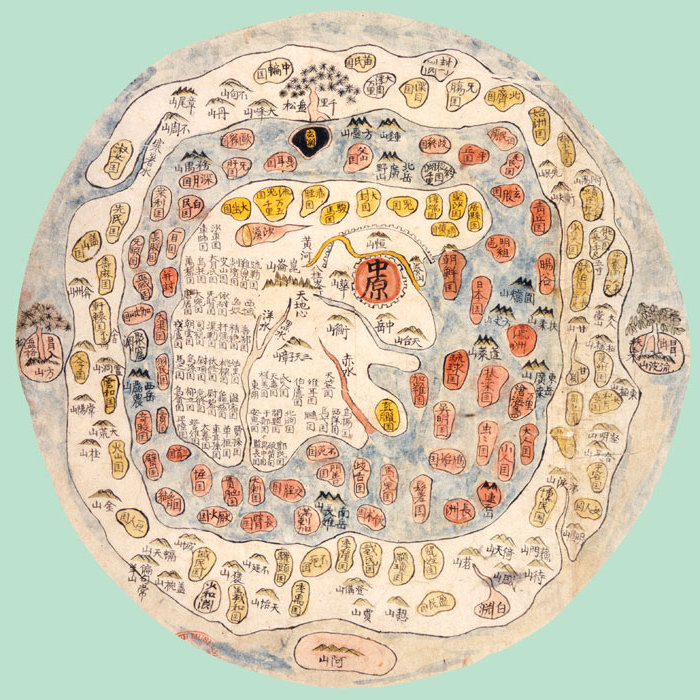
Корейская карта мира с горой Меру, помещённой в Центральной Азии.

Похожие представления встречаются и у алтайских народов, где аналогом горы Меру может служить гора Белуха, которая ранее у алтайцев называлась Уч-сумеру. В религиозных верованиях различных народностей можно найти множество аналогичных примеров почитания близлежащих гор, на которых обитали главные боги. В греческой мифологии такой горой был Олимп, в зороастризме — Дамаванд, в синтоизме — Фудзи, в иудаизме и христианстве — Арарат и Синай, у иранцев это — Хара. За исключением Хары, местоположение всех вышеперечисленных гор точно известно на земле, что касается гор Меру и Хара, считается, что под этими горами подразумевалась одна «полярная гора», расположенная на далёком севере. Вывод о тождественности иранской горы Хара и индийской Меру был сделан на основе сравнительного анализа иранских и индийских источников, и на найденных письменных средневековых документах, в которых иранское название горы Хары используется для обозначения индийской Меру. Эти общие представления о горах Меру и Харе ведут к древним ариям, предположительно, проживавшим ранее в Восточной Европе, от Чёрного моря до Урала и находившихся в контакте с жителями севера. Согласно одной из выдвигаемых учёными гипотез, от ариев знание о северных землях позднее пришло к иранцам и обитателям полуострова Индостан, а согласно теории исхода из Индии (в которой индийский субконтинент рассматривается как родина ариев), знание ариев распространилось на запад и на север из Индии. В религиозной традиции индуизма принято считать, что в древности арийская ведийская культура одновременно существовала не только на всём Евразийском континенте, но и по всему миру.
В представлениях скифов Меру располагалась на севере, в области мрака и снега, «где вращаются звезды, Луна и Солнце». Общим сюжетом во многих мифах и сказаниях являлось описание сказочной обители за священными горами, так называемой «страны блаженных», которая находилась на северном склоне Меру, на побережье Молочного моря — Северного Ледовитого океана.

## Меру и арктическая гипотеза
Одним из главных создателей «арктической теории происхождения ариев» был известный политический деятель Индии Бал Гангадхар Тилак (1856—1920). Его книга «Арктическая родина в Ведах» остаётся часто цитируемой до настоящего времени. Согласно его теории, в доледниковый период климат арктических районов был тёплым и благоприятным для проживания человека. С наступлением неблагоприятных изменений в климате этого региона арии мигрировали на юг, в Индию. Данные, накопленные современной наукой, опровергают эту гипотезу, и в настоящее время больше приверженцев у теории о прародине древних ариев на Южном Урале.